# Lotos (ketch)
Le Lotos est un ketch à deux mâts hollandais construit en 1910 pour la pêche.

Il est désormais armé comme voilier de croisière.

## Histoire
Construit en Hollande à Flardingue, il fut lancé le 4 mai 1910 et servit pour la pêche au hareng en mer du Nord jusqu'en 1929. Il ne naviguait qu'à la voile et n'avait d'un treuil manuel pour relever ses filets.
En 1939, il est vendu en Norvège pour échapper à la démolition. Un moteur est ajouté et il est utilisé comme caboteur dans les fjords entourant Ålesund et Bergen. 
De retour en Hollande en 1993 il est racheté par ses propriétaires actuels. Il subit une restauration jusqu'en 1996. Depuis, sa vocation est de faire de la voile-charter le long des côtes européennes.  

Il participe à de nombreux rassemblements et à des courses de vieux gréements. Il fut présent à Brest et Douarnenez en 2004 et en 2008.
Il peut emmener jusqu'à 33 personnes lors de croisière à la journée quand il n'est pas en course-croisière.
Il a été vendu en automne 2009. Il était présent à Temps fête Douarnenez 2018